# Elezioni presidenziali provvisorie nella Repubblica di Cina del 1911
Le elezioni presidenziali provvisorie nella Repubblica di Cina del 1911 si tennero il 29 dicembre, durante la Rivoluzione Xinhai, per la designazione del presidente e del Vicepresidente del Governo provvisorio della Repubblica di Cina.
Sun Yat-sen e Li Yuanhong furono eletti rispettivamente come primo Presidente e Vicepresidente. Sun giurò a mezzanotte del 1º gennaio 1912 e dichiarò l'istituzione ufficiale della Repubblica di Cina.
Un voto era concesso a ciascuna delle 17 province partecipanti all'assemblea ovvero Zhili, Henan, Shandong, Shanxi, Shaanxi, Hubei, Hunan, Guangdong, Guangxi, Sichuan, Yunnan, Guizhou, Jiangsu, Jiangxi, Zhejiang, Fujian e Anhui.

## Risultati

### Voto presidenziale
| Candidati   | Partiti      | Voti | %     |
| ----------- | ------------ | ---- | ----- |
| Sun Yat-sen | Tongmenghui  | 16   | 94,11 |
| Huang Xing  | Tongmenghui  | 1    | 5,88  |
| Li Yuanhong | Indipendente | -    | -     |
| Totale      | Totale       | 17   |       |

### Voto vicepresidenziale
| Candidati   | Partiti      | Voti | %   |
| ----------- | ------------ | ---- | --- |
| Li Yuanhong | Indipendente | 17   | 100 |
| Huang Xing  | Tongmenghui  | -    | -   |
| Totale      | Totale       | 17   |     |